# Cecropia sciadophylla
Cecropia sciadophylla är en nässelväxtart som beskrevs av Carl Friedrich Phil.Sigm. Martius. Cecropia sciadophylla ingår i släktet Cecropia och familjen nässelväxter. Inga underarter finns listade i Catalogue of Life.